# Пеги Джийн (Peanuts)
Пеги Джийн (Peggy Jean) е приятелката на Чарли Браун в поредицата карикатури Фъстъци на Чарлс М. Шулц за около две години в началото на 1990-те. Чарли Браун я среща за първи път на летен лагер през 1990 и тя с прекъсвания участва в карикатурите до 1999, няколко месеца пред края на поредицата. Понеже Чарли Браун е изключително нервен, когато се запознават, той погрешно ѝ казва, че се казва Брауни Чарлс (Brownie Charles) и тя така го нарича. Чарли Браун харесва Пеги Джийн, както и Малкото червенокосо момиче, ако не и повече, но впоследствие Пеги Джийн му разбива сърцето, защото в последната ѝ поява във Фъстъци, му разкрива, че си има друг приятел.